# Alexteroon hypsiphonus
Alexteroon hypsiphonus és una espècie de granota de la família dels hiperòlids que viu al Camerun, República del Congo, Gabon i, possiblement també, a Nigèria.
Està amenaçada d'extinció per la pèrdua del seu hàbitat natural.